# 国際連合安全保障理事会決議338
国際連合安全保障理事会決議338（こくさいれんごうあんぜんほしょうりじかいけつぎ338、英: United Nations Security Council Resolution 338）は、1973年10月22日に国際連合安全保障理事会で採択された決議である。第四次中東戦争に関係する。
アメリカ合衆国とソビエト連邦の共同提案に基づいて第四次中東戦争の停戦を要請するもので、決議が採択されてから12時間以内に停戦が発効するように規定された。「適切な支援（appropriate auspices）」という文言は国連ではなくアメリカ合衆国とソビエト連邦によるものと解釈され、この第3項により1973年12月のジュネーヴ会議のための枠組みが構築された。
この決議は、安保理の第1747回会合において、賛成14、棄権1（中華人民共和国）で採択されたが、依然として戦闘が続き、安保理決議339で停戦がなされた。

## 決議の受諾
エジプトとイスラエルは10月22日に決議を受諾したが、シリア、イラク、ヨルダンは拒絶した。

## 中東和平の外交と条約
- ファイサル・ヴァイツマン協定（英語版）
- パリ講和会議
- 1949年の停戦協定（英語版）
- キャンプ・デービッド合意
- エジプト・イスラエル平和条約
- 中東和平会議
- オスロ合意
- イスラエル・ヨルダン平和条約
- Camp David 2000 Summit
- Israeli–Palestinian peace process
- Projects working for peace among Israelis and Arabs
- List of Middle East peace proposals
- International law and the Arab–Israeli conflict